# Rachel Zegler
Rachel Anne Zegler (Hackensack, Nueva Jersey, 3 de mayo de 2001) es una actriz y cantante estadounidense. Es conocida por películas como West Side Story (2021),	¡Shazam! La furia de los dioses (2023), Los juegos del hambre: balada de pájaros cantores y serpientes (2023), y Snow White (2025).

## Primeros años
Rachel Zegler nació el 3 de mayo de 2001 en Hackensack (Nueva Jersey), en el Hackensack University Medical Center. Su madre es Gina Zegler y tiene una hermana mayor, Jacqueline. Su madre es estadounidense, de padres colombianos; y su padre es estadounidense de ascendencia polaca. Su abuela materna migró de Colombia a Estados Unidos para dar a luz a la madre de Rachel, con la intención de que naciera con ciudadanía estadounidense mientras ella crecía entre Colombia y Estados Unidos.
Zegler se crio en Clifton (Nueva Jersey), donde asistió a la St. Philip the Apostle Preparatory School. Luego asistió a la escuela secundaria Immaculate Conception, donde protagonizó los musicales de la escuela durante los cuatro años que estuvo allí: como Bella en La bella y la bestia (2016), Ariel, la Sirenita en La sirenita (2017), Dorothy Brock en 42nd Street (2018) y Fiona en Shrek the Musical (2019). Para las cuatro actuaciones recibió nominaciones a los premios Metro en la categoría de Actriz para adultos en un papel principal. Sus otros papeles incluyen a Serena en Legally Blonde, Cosette en Los Miserables, Millie en Thoroughly Modern Millie y Mimi en Rent. Se graduó de la escuela secundaria el 2 de junio de 2019.

## Carrera
En enero de 2018, el director Steven Spielberg publicó una convocatoria de casting abierta a través de Instagram para la nueva versión cinematográfica de West Side Story. Zegler, que entonces tenía dieciséis años, respondió a los tuits del casting con vídeos de sí misma cantando «Tonight» y «I Feel Pretty». Fue seleccionada entre más de treinta mil postulantes para el papel de María. Antes, había interpretado «unos pocos veranos» anteriores el papel en el Bergen Performing Arts Center.
El canal de YouTube de Zegler ha estado activo desde julio de 2015 y ha recibido atención. A partir de 2020, el vídeo de Zegler cantando «Shallow», de A Star is Born (2018), obtuvo más de 11 millones de visitas en Twitter. En enero de 2020, firmó con ICM Partners.
En febrero de 2021, se anunció que Zegler se había unido al elenco de la película de 2022, Shazam! Fury of the Gods, junto con Zachary Levi, Lucy Liu, Helen Mirren y Djimon Hounsou. Angelique Jackson, de Variety, escribió que Zegler «desempeñaría un papel clave misterioso». El 22 de junio de 2021, fue elegida para interpretar a Blancanieves en la adaptación en imagen real de la película animada de Disney, junto con Gal Gadot como su madrastra.
En mayo de 2022, fue elegida como la coprotagonista Lucy Gray Baird para la adaptación cinematográfica de la precuela de Los juegos del hambre, Balada de pájaros cantores y serpientes, junto con Tom Blyth, Hunter Schafer, Peter Dinklage, Viola Davis y Jason Schwartzman. Zegler dará voz al personaje principal en la película musical animada Hechizados, dirigida por Vicky Jenson, de Skydance Animation y Netflix, donde compartirá reparto con Javier Bardem, Nicole Kidman, Nathan Lane y John Lithgow; la película se estrenará en 2024 en Netflix.

## Filmografía

### Cine
| Año  | Título                                                         | Papel           | Notas |
| ---- | -------------------------------------------------------------- | --------------- | ----- |
| 2021 | West Side Story                                                | María Vasquez   |       |
| 2023 | Shazam: La furia de los dioses                                 | Anthea          |       |
| 2023 | Los juegos del hambre: balada de pájaros cantores y serpientes | Lucy Gray Baird |       |
| 2024 | Hechizados                                                     | Princesa Ellian |       |
| 2024 | Y2K                                                            | Laura           |       |
| 2025 | Blancanieves                                                   | Blancanieves    |       |
| TBD  | She Gets It From Me                                            | Nicky           |       |

### Televisión
| Año  | Título                     | Papel      | Notas                                  |
| ---- | -------------------------- | ---------- | -------------------------------------- |
| 2021 | The George Lucas Talk Show | Ella misma | Episodio: «Adam Pally & Rachel Zegler» |

### Teatro
| Año  | Título                         | Papel     | Notas                                                |
| ---- | ------------------------------ | --------- | ---------------------------------------------------- |
| 2021 | Newton's Cradle: A Ghost Story |           | Lectura virtual cerrada con The Saunders Collective. |
| 2024 | R+J                            | Juliet    | Debut Broadway, Romeo y Julieta.                     |
| 2025 | Evita                          | Eva Peron | Obra de Teatro en el Teatro de Londres.              |

## Música
| Año  | Tipo     | Título       |
| ---- | -------- | ------------ |
| 2021 | Sencillo | «Let Me Try» |

## Premios
| Año  | Premiación                          | Categoría                             | Nominada por                                                   | Resultado |
| ---- | ----------------------------------- | ------------------------------------- | -------------------------------------------------------------- | --------- |
| 2021 | Globos de Oro                       | Mejor actriz de comedia o musical     | West Side Story                                                | Ganadora  |
| 2021 | National Board of Review            | Mejor actriz                          | West Side Story                                                | Ganadora  |
| 2024 | Premios People's Choice             | Mejor estrella de acción              | Los juegos del hambre: balada de pájaros cantores y serpientes | Ganadora  |
| 2025 | Premios de música iHeartRadio       | Debut favorito en Broadway            | Romeo + Juliet                                                 | Ganadora  |
| 2025 | Premios del Público de Broadway.com | Actriz principal favorita en una obra | Romeo + Juliet                                                 | Ganadora  |